# تلمبه محمد بسطی‌پور فاریاب
تلمبه محمد بسطی‌پور فاریاب یک منطقهٔ مسکونی در ایران است که در دهستان گلاشکرد واقع شده‌است. تلمبه محمد بسطی‌پور فاریاب ۱۶۷ نفر جمعیت دارد.